# لیال عبود
لَیال عَبّود (۱۹۸۲) خواننده لبنانی است.

## زندگی
در روستای کنیسه در استان جنوبی لبنان در خانواده ای علاقه‌مند به موسیقی زاده شد. والدین او منیر و مریم هستند و سه برادر و شش خواهر دارد. لیال عبود در دانشگاه لبنان ادبیات انگلیسی، در دانشگاه بیروت رشته ترجمه و در دانشگاه آمریکایی علوم و تکنولوژی رشته موسیقی را خوانده است.آوازخوانی را در ۲۰۰۱ با حضور در مسابقه تلویزیونی استودیو هنر آغاز کرد و در ۲۰۰۷ آلبوم «در اشتیاق» (به عربی: فی شوق) را خواند که به شهرت او انجامید. وی در سال ۲۰۱۱آلبوم دیگر خود (ما بعیش) را منتشر کرد.